# Стиљијано Капо (Мачерата)
Стиљијано Капо је насеље у Италији у округу Мачерата, региону Марке.
Према процени из 2011. у насељу је живело 42 становника. Насеље се налази на надморској висини од 527 м.